# André Figueiredo
André Peixoto Figueiredo Lima (Fortaleza, 10 de novembro de 1966) é um advogado, economista e político brasileiro. É filiado ao Partido Democrático Trabalhista (PDT), legenda da qual exerceu a presidência entre 2023 e 2025.

## Biografia
Cearense nascido em Fortaleza, André Peixoto Figueiredo Lima é formado em economia (1987) e em direito (1995), pela Universidade Federal do Ceará (UFC) e pós-graduado em Comércio Exterior pela Universidade de Fortaleza (Unifor).
Foi presidente do Centro Acadêmico de Economia e diretor do Diretório Central dos Estudantes da UFC. Foi líder estudantil, presidente do Centro Acadêmico de Economia, diretor no  Diretório Central dos Estudantes e presidente da Executiva Nacional dos Estudantes de Economia.
Em 1984, filiou-se ao Partido Democrático Trabalhista. Foi o primeiro presidente da Juventude Socialista do Ceará. Logo, tornou-se membro do Diretório Nacional do partido, membro da Executiva Regional, presidente do Instituto Alberto Pasqualini Ceará, vice-presidente nacional da Fundação Leonel Brizola/Alberto Pasqualini e, atualmente, é presidente do PDT no Ceará e também exerce a 1ª vice-presidência nacional do PDT.
André presidiu o Sindicato dos Economistas do Ceará em 1991 e, três anos depois, em 1994, tornou-se subsecretário de Desenvolvimento Urbano e Meio Ambiente do Ceará.
Foi eleito suplente de deputado federal em 2002, assumindo em 2005, sendo reeleito em 2006, 2010, 2014, 2018 e 2022.
Em 2 de outubro de 2015, foi indicado pela presidente Dilma Rousseff como sucessor de Ricardo Berzoini no Ministério das Comunicações.
De volta à Câmara dos Deputados, votou contra a PEC do Teto dos Gastos Públicos.  Em abril de 2017, votou contra a Reforma Trabalhista.  Em agosto de 2017, votou a favor do processo em que se pedia abertura de investigação do então Presidente Michel Temer.
Em fevereiro de 2023, assumiu o exercício da presidência nacional do PDT, em substituição a Carlos Lupi, nomeado ministro da Previdência no governo Lula.